# Nicèfor II de Constantinoble
Nicèfor II (en grec medieval Νικηφόρος Β') va ser patriarca de Constantinoble durant els anys 1260 i 1261, exiliat a l'Imperi de Nicea.
Havia estat bisbe d'Efes, i va ser nomenat patriarca després de la dimissió d'Arseni de Constantinoble d'aquell càrrec. Va morir el 1261, al cap de pocs mesos de ser nomenat, i el van enterrar a Nimfèon. Després de la seva mort hi va haver un període sense patriarca, però després de la Reconquesta de Constantinoble Arseni va tornar a ocupar el lloc.